# Bsaba El Chouf
Bsaba El Chouf è un centro abitato e comune (municipalité) del Libano situato nel distretto dello Shuf, governatorato del Monte Libano.